# Kanton Corrèze
Corrèze is een voormalig kanton van het Franse departement Corrèze. Het kanton maakte deel uit van het arrondissement Tulle.  Het werd opgeheven bij decreet van 24 februari 2014, met uitwerking op 22 maart 2015.

## Gemeenten
Het kanton Corrèze omvatte de volgende gemeenten:
- Bar
- Chaumeil
- Corrèze (hoofdplaats)
- Eyrein
- Meyrignac-l'Église
- Orliac-de-Bar
- Saint-Augustin
- Sarran
- Vitrac-sur-Montane